# Roubíčkova Lhota
Roubíčkova Lhota (Duits: Robitschkowalhota) is een Tsjechische plaats in de gemeente Postupice, regio Midden-Bohemen, en maakt deel uit van het district Benešov. Het dorp ligt op 2 kilometer afstand van Postupice.
Roubíčkova Lhota telt 18 inwoners (2021).

## Geschiedenis
De eerste schriftelijke vermelding van het dorp dateert van 1387.
Sinds 1960 is Roubíčkova Lhota volledig ondergebracht bij het district Benešov.

## Verkeer en vervoer

### Autowegen
Er leidt een regionale weg naar het dorp.

### Spoorlijnen
Er is geen station in Roubíčkova Lhota. Het dichtbijzijnde station is in Postupice, meer bepaald in Lísek, op zo'n anderhalve kilometer afstand. Dat station ligt aan spoorlijn 222 Benešov - Vlašim - Trhový Štěpánov. De lijn is enkelsporig en werd tussen Benešov en Vlašim in 1895 geopend.

### Buslijnen
Er is één bushalte in het dorp:
| Halte                       | Lijn(en) | Traject(en)           | Vervoerder(s) |
| --------------------------- | -------- | --------------------- | ------------- |
| Postupice, Roubíčkova Lhota | 750      | Postupice - Postupice | CŠAD Benešov  |

## Bezienswaardigheden
- Dorpskapel

## Galerij

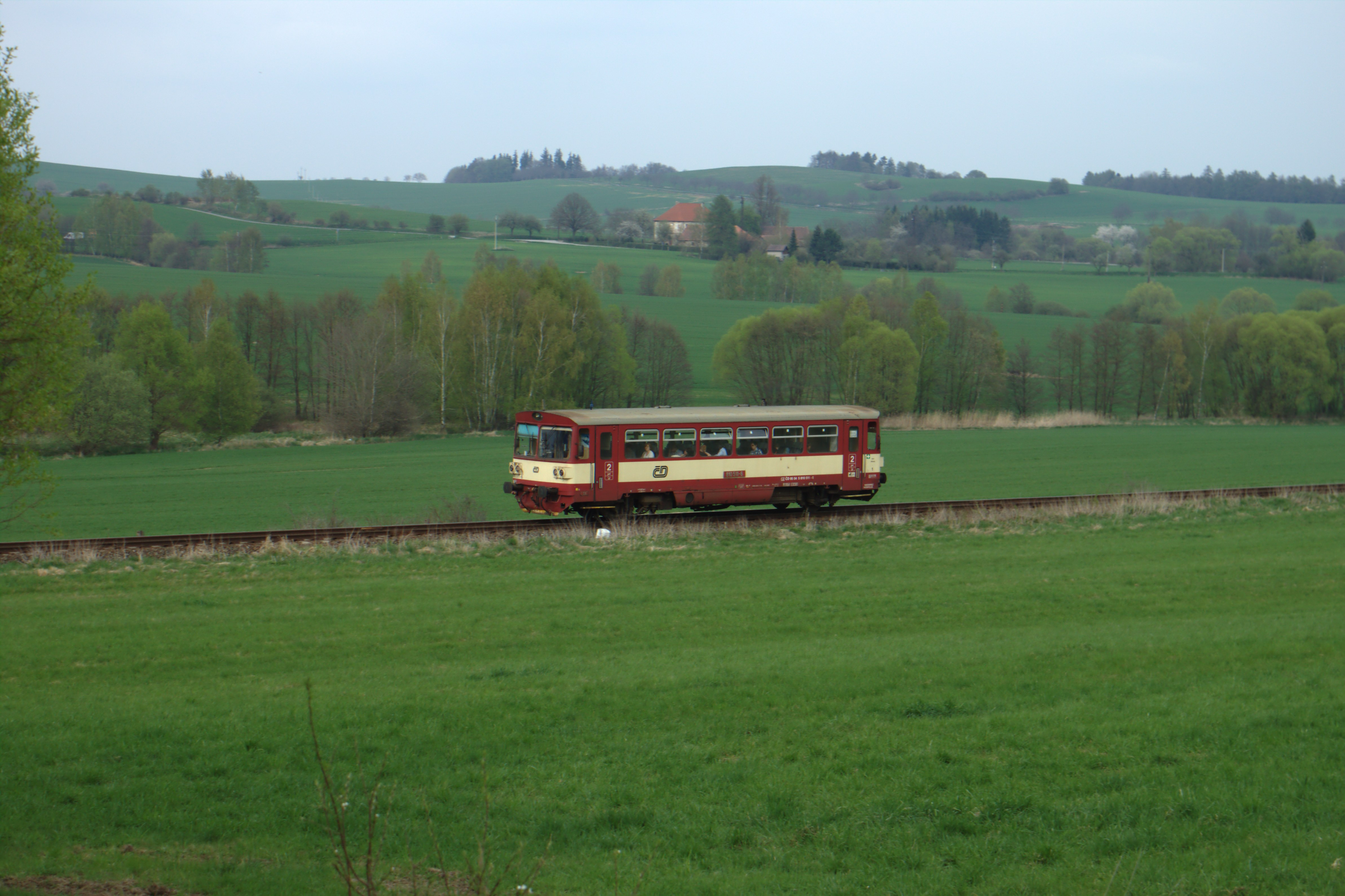
Trein in de buurt van het dorp (2013)
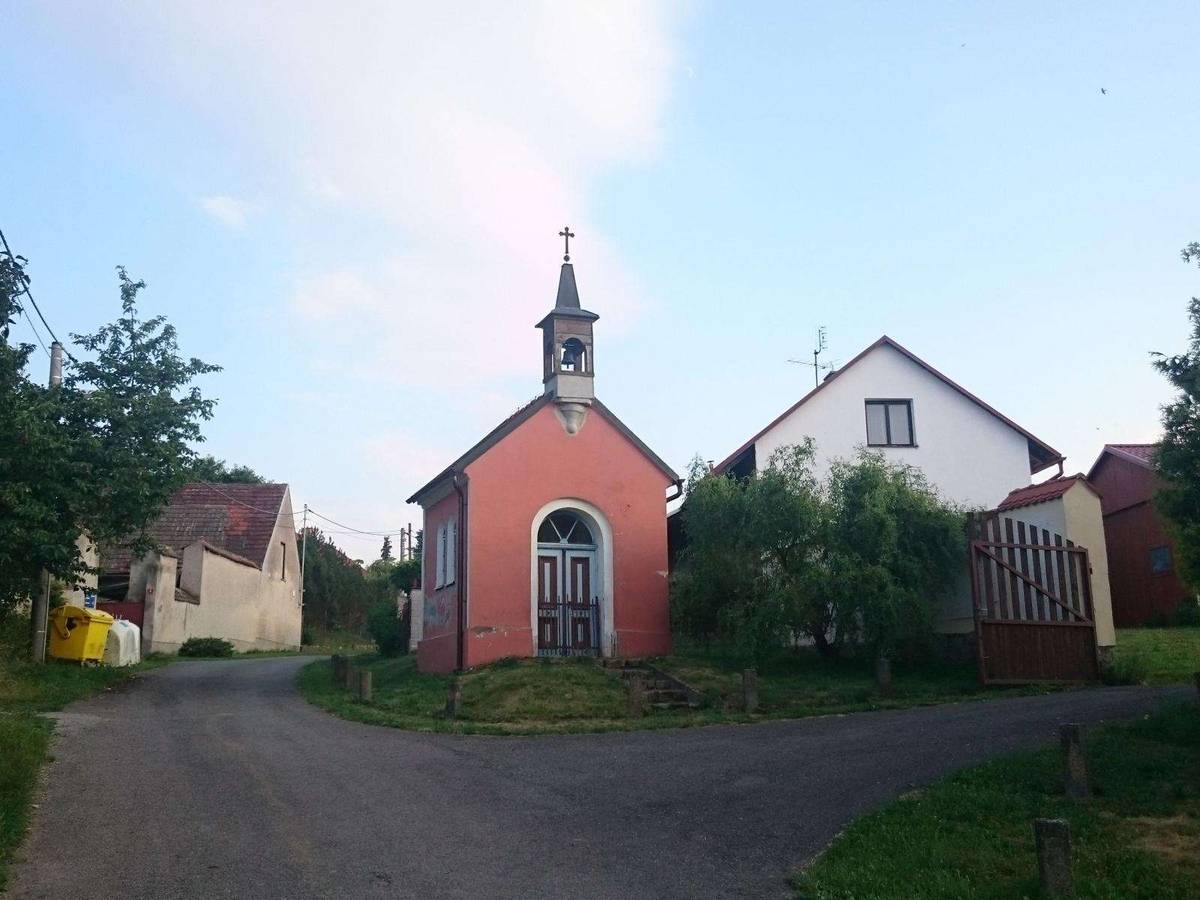
Dorpskapel (2021)
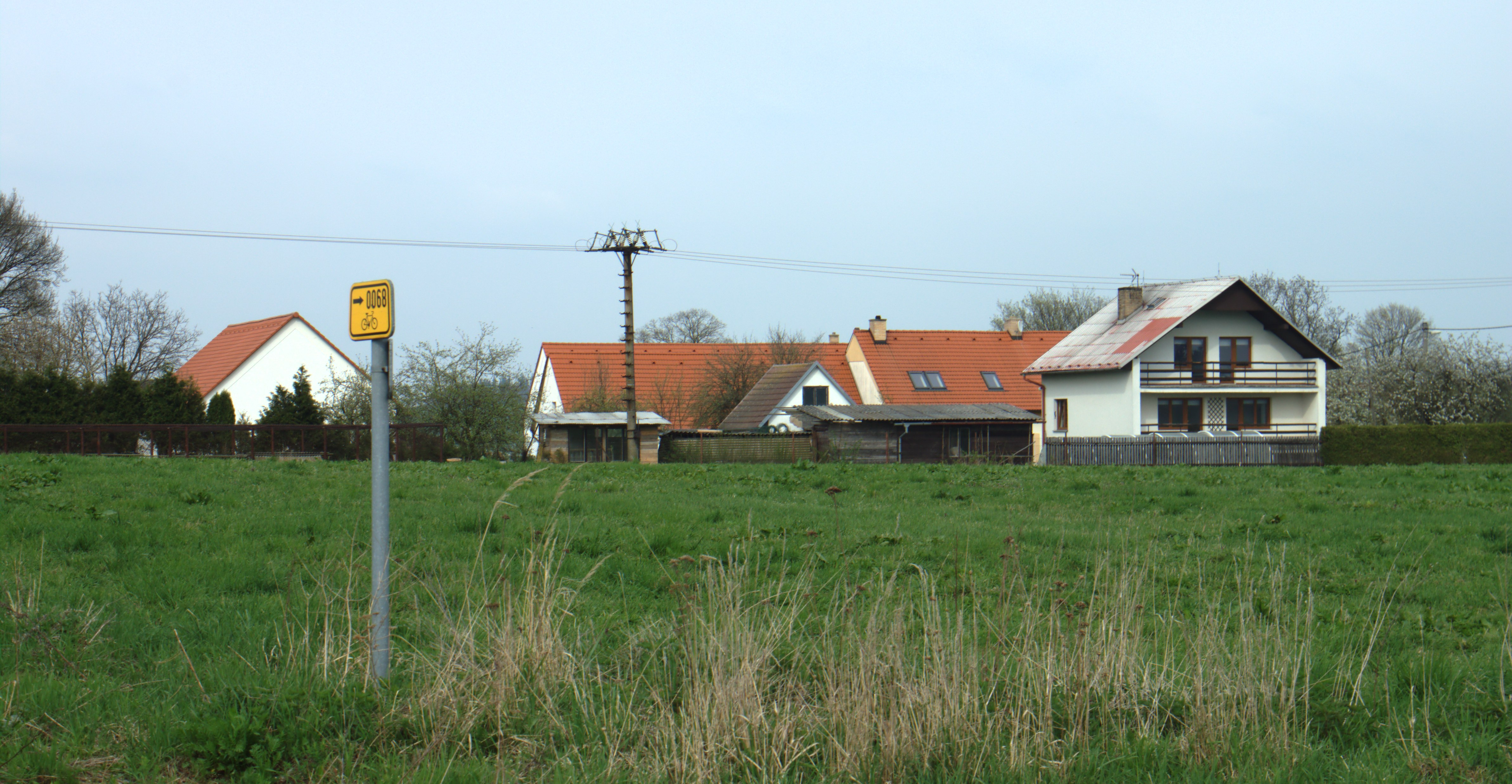
Huizen in het dorp (2013)